# Bazilika sv. Jurija, Malta
Bazilika svetega Jurija ali bazilika in župnijska cerkev svetega Jurija, znana tudi kot San Ġorġ v malteščini, je zgodovinska baročna cerkev sredi Victorie, starodavnega mesta "Ħaġar", glavnega mesta otoka Gozo, drugega največjega otoka v malteškem arhipelagu, obkroženega z labirintom starih ozkih ulic in uličic. Današnja bazilika je bila zgrajena med letoma 1672 in 1678.

## Zgodovina

### Izvor
Župnija izvira iz bizantinskih časov, ko je vladal cesar Teodozij I. v 4. stoletju. Prvotna cerkev je bil glavni rimski poganski hram na otoku, ki ga je grški misijonar spremenil v krščansko cerkev, posvečeno svetemu Juriju. Prej je tu stal rimski tempelj. Cerkev je omenjena v rokopisnih virih okoli leta 1250, ko je zapisano, da je delovala kot župnijska cerkev. Sveti Jurij je bil naveden tudi kot ena od župnij na Gozu, ki je bila deležna privilegija s papeško bulo Nikolaja V. za sveto leto 1450. Ker je župnijska cerkev izvirala iz bizantinskega obdobja do leta 1575, je bil obred bizantinski in ne latinski. Bila je zadnja cerkev z bizantinskim bogoslužjem na otoku do prehoda na rimski obred. Cerkev je bila v srednjem veku večkrat obnovljena zaradi vse več prebivalcev. Leta 1511 je cerkev svetega Jurija postala župnijska cerkev na Gozu in pokrivala celotno prebivalstvo otoka. Zapisano je tudi, da je bil župnik cerkve svetega Jurija v 16. stoletju častiti Lorenzo De Apapis (1501–1586) skupaj z večino prebivalcev tega otoka ujetnik leta 1551 v Konstantinoplu. De Apapisu je čez nekaj let uspelo, da so ga osvobodili. Vrnil se je na Gozo in obnovil cerkev svetega Jurija, ki je bila močno poškodovana. Ponovno je bila obnovljena leta 1583 in 1598. 

### Današnja cerkev
Sedanjo cerkev je naročil veliki mojster Alof de Wignacourt reda svetega Janeza leta 1603, ko je naročil Vittoriu Cassarju naj poruši stavbe, ki bi lahko prikrile sovražnikov napad na citadelo, in obnovi župnijsko cerkev. Gradnja se je začela šele po letu 1670, ko je papež Klemen X. izdal odlok, ki je dovoljeval uporabo sredstev Svetega sedeža. Temeljni kamen sedanje cerkve je bil postavljen 7. avgusta 1672. Gradnja je bila končana leta 1678 in jo je 21. septembra 1755 posvetil škof Paul Alphéran de Bussan. Takrat je bila največja krščanska cerkev na otoku in je bila prva cerkev na Gozu, zgrajena v obliki latinskega križa. Po zapisih o obisku nadškofa Paula Alphérana de Bussana leta 1744 je cerkev svetega Jurija ena prvih župnij v Malteški škofiji.

### Zveza dveh župnij
Leta 1630 je generalni vikar malteške škofije Pier Francesco Pontremoli predlagal združitev obeh župnij na Gozu, cerkve Marijinega vnebovzetja in cerkve svetega Jurija, zaradi sporov in tekmovanj med župnikoma. Odločeno je bilo, da je uprava župnije svetega Jurija podrejena nadžupniku cerkve Marijinega vnebovzetja. Toda taka povezava ni bila mogoča, če ni bil ugotovljen pravi razlog. V tem času je bila župnijska cerkev svetega Jurija obnovljena. 28. aprila 1688 je škof Davide Cocco Palmieri ustanovil štiri nove župnije na Gozu in združil dve župniji Rabata. Ta zveza je nastala iz pohlepa in zarote po moči in bogastvu. Nadaljevala se je naslednjih 266 let do 1. avgusta 1955, ko je škof Goza Giuseppe Pace razrešil to nepravično zvezo med župnijama s podpisom odloka Cum hodiernis temporibus, po katerem je bila župniji svetega Jurija vrnjena svoboda do opravljanja pastoralne dejavnosti. 

### Nova fasada
Prva večja arhitekturna sprememba cerkve po zadnji obnovi se je zgodila leta 1818, ko je bila obnovljena cerkvena fasada zaradi škode, ki jo je povzročil potres 1. februarja 1697, 20 let po dokončanju cerkve. Fasado je zasnoval Salvatore Bondi.

### Povečanje
V 1930-ih je bila cerkev razširjena z dodatkom stranskih ladij in kapelic. Med letoma 1939 in 1940 je bila zaradi poškodb pri potresih v letih 1693 in 1789 rekonstruirana cerkvena kupola. V letih 1938 in 1939 je bila obnovljena in rekonstruirana v rimskem slogu. Posvetitev razširjene cerkve je bila 28. julija 1940, vodil jo je škof Mikiel Gonzi.

### Manjša bazilika
6. septembra 1958 je duhovnik Cefai razglasil, da je cerkev počaščena z naslovom bazilika. Odlok Merito dilaudatur templum z dne 6. septembra 1958 je potrdil odločitev papeža Pija XII., da je župnijska cerkev zdaj manjša bazilika (latinsko basilica minor), prva župnijska cerkev na otoku Gozo, ki je bila povzdignjena. S tem naslovom je cerkev dobila nekatere privilegije, kot sta prednost pred drugimi cerkvami ter pravica do umbraculuma ('veliki dežnik' je zgodovinski del papeških regalij in oznak, ki so se uporabljale vsak dan, da bi zagotovili senco za papeža) in tintinnabuluma ('majhen zvon' v srednjeveški latinščini, zvonec, nameščen na palici, postavljen v rimsko katoliško baziliko, ki označuje povezavo cerkve s papežem). Nosijo ju v vsaki procesiji, pri kateri sodeluje kolegijski kapitelj. Cerkev je dobila tudi pravico do vključitve papeškega simbola prekrižanih ključev na pasice, opremo in pečat bazilike.

### Kolegijska cerkev
8. decembra 1975 je škof Nikol Joseph Cauchi ustanovil prvi kolegijski kapitelj nove papeške kolegijske cerkve. Določil je, da bo kolegijska cerkev združena z baziliko svetega Janeza v Lateranu v Rimu. Skupaj ima Gozo 5 kolegijev, ki imajo svoje posebne privilegije in oznake. Kapitelj svetega Jurija ima poseben privilegij, da ima škofa Goza za svojega dekana in prvega dostojanstvenika, kot ga je določil škof Cauchi. Tako je to edini papeški kolegijski kapitelj v škofiji.
Stavba cerkve je na seznamu kulturnih znamenitosti malteških otokov. 

## Umetniška dela
Prvi pogled na notranjost bazilike kaže izbrane arhitekturne proporce in skladnost. Ta župnijska cerkev se imenuje zlata cerkev Goza. V celoti je prekrita z marmorno in zlato  štukaturo. V cerkvi sta dve umetniški deli znanega slikarja  Mattie Pretija. To je del glavnega oltarja, ki predstavlja svetega Jurija z zmajem, drugo pa je v stranski kapeli in predstavlja Sveto dušo.

### Oltar
Leta 1678 je guverner Goza Don Francesco de Corduba naročil novo oltarno ploščo za župnijsko cerkev svetega Jurija umetniku Mattii Pretiju. Ta slika se šteje za eno najpomembnejših slik na Gozu. Prikazuje svetega Jurija, ki premaguje zmaja. Zanimiv je grb donatorja, ki ga je umetnik dodal na spodnjem levem kotu slike.

### Kapele
Bazilika ima skupaj 11 stranskih kapel. Z leve strani bazilike pri vstopu skozi glavna vrata najdemo kapelo svetega Pavla z baročnim oltarjem in sliko Sveti Pavel in Brezmadežna Stefana Erardija (1699). Stranska kapela svetega Alfonza Marije iz Liguorija nima oltarja, čeprav ima ovalno oljno platno, ki prikazuje svetnika, in je delo malteškega slikarja Ramira Calija iz leta 1925. Nato je kapela svetega Mihaela, nadangel je prikazan v mozaiku, izdelanem v Rimu leta 1963, na podlagi starejše slike, ki je v bazilikinem muzeju. Naslednja kapela ima baročni oltar, ki ga je zasnoval Francesco Zahra in izdelal Giovanni Antonio Durante med letoma 1759 in 1761. Kapela je posvečena svetim dušam v vicah in ima sliko, ki jo je naredil Mattia Preti. Zadnja kapela na levi je posvečena Jezusu in Mariji. V njej je slika Alessia Erardija, ki prikazuje Kristusa Odrešenika in Devico s svetim Ignacijem Lojolskim in svetim Frančiškom Ksaverijem (1723). V njej je tudi leseni kip Jezusa in Marije, ki ga je naredil Sigismondo Dimech med letoma 1802 in 1807.
Na drugi strani desno od kora je neobizantinska kapela svetega Križa in blaženega zakramenta. Naslednja je kapela svetega Kajetana, v kateri je bil  pred gradnjo neobizantinske kapele oltar svetega Križa. V njej sta kip svetega Jurija (1839) in kip Vstalega Kristusa (1996). Slika, ki prikazuje svetega Kajetana, je bila odstranjena in je zdaj v muzeju. Naslednja je kapela svetega Lazarja s sliko Lazarjeve obuditve Giuseppa D'Arene in baročni oltar s truplom svetega Klementa. Naslednja kapela je posvečena svetemu Jožefu, v njej sta baročni oltar in slika Giuseppa Cala, ki prikazuje Sveto družino (1899). Naslednja kapela je vhodna kapela brez oltarja in je posvečena sveti Tereziji iz Lisieuxa. V njej je majhno ovalno oljno platno, ki ga je naslikal Ramiro Cali. Zadnja kapela je posvečena sveti Katarini Aleksandrijski. V njej je baročni oltar s sliko, ki prikazuje Mistično poroko svete Katarine, in je delo Giuseppa D'Arene.

### Obnova notranjosti
Med letoma 1945 in 1954 je notranjost cerkve doživela velike spremembe. Leta 1945 so začeli dekoracijo kupole. Slike predstavljajo zmago iz knjige Razodetja. Naslikal jih je Giovanni Battista Conti, medtem ko je štukature obnovil Giuseppe Galea. Conti je prav tako oblikoval osem steklenih oken, ki krasijo kupolo. Kupola je bila posvečena leta 1949. Istega leta je bila odprta nova serija Križevega pota, izklesana iz marmorja in prinesena iz Rima. Oblikovala sta jo Carlo Pisi in rezbar Henreaux iz  Lucce. Leta 1952, ko je bila dokončana nova orgelska galerija, se je začela dekoracija ladij.
Mattia Preti, Giuseppe Calì, Michele Busuttil, Giuseppe Fenech, Francesco V. Zahra, Fortunato Venuti, Injazju Cortis, Ramiro Calì, Filippo Cosimo, Giuseppe D'Arena, Salvatore Bondì, Robert Dingli, Stefano Erardi, Alessio Erardi in Alfred Camilleri Cauchi in drugi so znani umetniki, katerih dela je mogoče občudovati v baziliki in njenih prizidkih.

### Baročni glavni oltar
Baročni visoki oltar, ki je od leta 1755 namenjen svetemu Juriju, je bil leta 1960 razstavljen in zamenjan. Po povzdignjenju cerkve v manjšo baziliko so se odločili za zamenjavo baročnega oltarja z novim papeškim oltarjem. Baročni oltar je oblikoval Claudio Durante iz Vallette po zasnovi Francesca Zahre (1710–1773). Oltar je bil narejen iz šestih vrst marmorja s Sicilije. Ko je bil oltar razstavljen, so njegovi deli izginili, dokler jih leta 1999 niso ponovno odkrili. Oltar je bil v celoti obnovljen leta 2011 in uradno odprt in razstavljen v Valletti na Italijanskem kulturnem inštitutu. 

### Nov veliki oltar in baldahin
Leta 1960 je bil narejen nov glavni oltar. Izdelan je iz belega carrarskega marmorja po zasnovi Carla Pisija. Na oltarju so prikazani štirje angeli, ki na kolenih nosijo duhovniško oblačilo, medtem ko dvigajo vodoravni del oltarja na ramenih. Bronast in pozlačen baldahin nad visokim oltarjem je resnično veličasten. Narejen je bil leta 1967 po liturgični reformi, ki jo je sprejel drugi vatikanski koncil. Baldahin temelji na Berninijevi zasnovi v svetem Petru v Rimu.

### Kip
Glavna zanimivost je lesen kip zavetnika svetega Jurija, ki ga je leta 1839 izdelal Pietru Pawl Azzopardi. To je prvi titularni kip, ki ga je kupila župnijska cerkev. Po neprekinjeni tradiciji je bil kip naročen zaradi obljube (ex-voto). Kip je bil obnovljen leta 1903 in 1996. Stoji na desni strani kapele svetega Kajetana.

### Srednjeveški ciborij
Leta 1816 je bil med rušenjem in rekonstrukcijo fasade odkrit zelo star ciborij, ki je pripadal župnijski cerkvi svetega Jurija. Skrit je bil v stenah cerkve. Ciborij izhaja iz srednjega veka (12. stoletje) in je omenjen v različnih rokopisih in evidencah o župnijski cerkvi. Danes ga hranijo v muzeju na Gozu.

### Bizantinska kapela
V tradicionalno klasični baročni stavbi navadno ne pričakujemo bizantinske kapele, a tu je. Temelj je bil postavljen leta 2002. V njej sta Blaženi zakrament in Sveti križ bazilike. Leta 2004 so začeli graditi novo kupolo kapele. 10. julija 2005 jo je blagoslovil takratni nadškof dr. Joseph Farrugia.  Ta nenavadni slog je bil izbran kot kulturno povezovanje s krščanskimi vzhodnoevropskimi cerkvami. Cilj je bil pomagati, da bi katoliški verniki spoznali, da univerzalna Cerkev diha s pomočjo dvojnih pljuč, zahodne cerkve in vzhodnega krščanstva. Kapela in kupola sta bili zgrajeni po zasnovi Vinceja Centorrina. Kupola vključuje osem bizantinskih slogov in je okrašena z zlatim mozaikom. Tla kapele so pokrita s porfirnimi ploščami . Ima tudi srebrn tabernakelj, visok 7 metrov. Zgrajena je bila v obliki starodavnega ciborija, ki se je uporabljal do 16. stoletja, ko je bil izgubljen, a so ga našli čez približno dve stoletji zakopanega v staro fasado bazilike. 

### Bronasta vrata
Leta 2004 je nova glavna vrata bazilike odprl škof Nikol Joseph Cauchi. Vrata, imenovana Porta Salutis, so v celoti izdelana iz brona in so bila narejena v Veroni po zasnovi Johna Grima. Vrata imajo osem polj z grbom papeža Janeza Pavla II. na sredini, saj so bila odprta med njegovim papeževanjem. Na otoku Gozo so to edina bronasta vrata.

## Muzej
Februarja 2013 je bazilika odprla vrata novemu sodobnemu muzeju, ki je edini te vrste v državi. Muzej in kulturni center, ki se imenuje Srce Goza: Il-Hagar, ima bogato zbirko zgodovinskih in umetniških predmetov, ki so bili prej nedostopni širši javnosti. V muzeju so občasno kulturni dogodki in razstave. Je na levi strani bazilike.

## Gallery
- Pogled na cerkev svetega Jurija s citadele
- Poslikana apsida, Giovanni Battista Conti, 1955
- Mučeništvo svetega Jurija, Giovanni Battista Conti
- Mistična poroka svete Katarine Aleksandrijske, Giuseppe D'Arena (18. stoletje)
- Notranjost bazilike.
- Marija z otrokom in Janez Krstnik, Pierre Guillemin (1732)
- Obglavljenje svetega Jurija, Francesco Zahra (1763)
- Obuditev svetega Lazarja, Giuseppe D'Arena, (1677)
- Kupola stranske kapele Svete družine
- Detajl z baldahina
- Glavna kupola
- Slika v apsidi prikazuje odrešitev Goza pred kugo z molitvijo svetega Jurija
- Sveta družina, Giuseppe Calì

## sklici
1. ↑  Mizzi, Pawlu (2014). St George's Basilica and its Il-Ħaġar Museum Victoria Gozo. Heritage Books, Malta. ISBN 9789993274957.
2. ↑  "Today… Honour to the honourable!" Arhivirano 2018-01-07 na Wayback Machine., Website of St George's Basilica, Malta, 01 August 2006. Retrieved on 19 April 2014.
3. ↑  »Church of St George« (PDF). National Inventory of the Cultural Property of the Maltese Islands. 27. avgust 2012. Pridobljeno 31. oktobra 2015.
4. ↑  "Our marble Baroque altar on exhibition in Valletta" Arhivirano 2018-01-06 na Wayback Machine., St George's Basilica, Malta, 14 December 2011. Retrieved on 05 August 2015.
5. ↑  "New chapel blessed by Archpriest Mgr Joseph Farrugia" Arhivirano 2018-01-07 na Wayback Machine., Website of St George's Basilica, Malta, 10 July 2005. Retrieved on 21 April 2014.
6. ↑  "Byzantine chapel paved with precious porphyry slabs" Arhivirano 2018-01-07 na Wayback Machine., Website of St George's Basilica, Malta, 14 March 2007. Retrieved on 21 April 2014.
7. ↑  "New tabernacle received with praise" Arhivirano 2018-01-07 na Wayback Machine., Website of St George's Basilica, Malta, 18 July 2007. Retrieved on 21 April 2014.